# Sikkelkoraalzwam
De sikkelkoraalzwam (Clavulinopsis corniculata) is een schimmel in de familie Clavariaceae. Hij leeft vermoedelijk saprotroof op de grond tussen gras en mos.

## Kenmerken
Het vruchtlichaam is koraalvormig en geel tot okergeel van kleur. Het kan een hoogte bereiken van 8 cm. Het vlees is hard, vezelig, heeft een bittere smaak en een zeer onaangename geur van oud meel. Vanaf de stam eindige enkelvoudige of meervoudige vertakkingen geweiachtig. De vertakkingen zijn U-vormig met een stompe top. De vertakkingen kleuren oranje met KOH. De sporenprint is wit.
De basidia zijn 4-sporig (zelden 2-sporig) en meten 40-80 × 3,5-7,5 µm. Er zijn gespen aanwezig, maar meestal niet heel opvallend. De basidiosporen zijn glad, bolvormig of subbolvormig en meten 4,5 tot 7 µm. De apiculus is prominent en meet 1 tot 1,5 µm lang.

## Verspreiding
De sikkelkoraalzwam komt met name voor in Europa en Noord-Amerika. Sporadisch wordt het ook elders waargenomen. In Nederland komt hij vrij algemeen voor. Hij staat op de rode lijst in de categorie 'Kwetsbaar'.

## Taxonomie
Dit taxon werd in 1774 voor het eerst vastgesteld door Jacob Christian Schäffer en noemde het Clavaria corniculata. De huidige naam, erkend door Index Fungorum, werd er in 1950 aan gegeven door Edred John Henry Corner toen het werd overgebracht naar het geslacht Clavulinopsis. Er zijn meer dan 20 synoniemen van de wetenschappelijke naam.

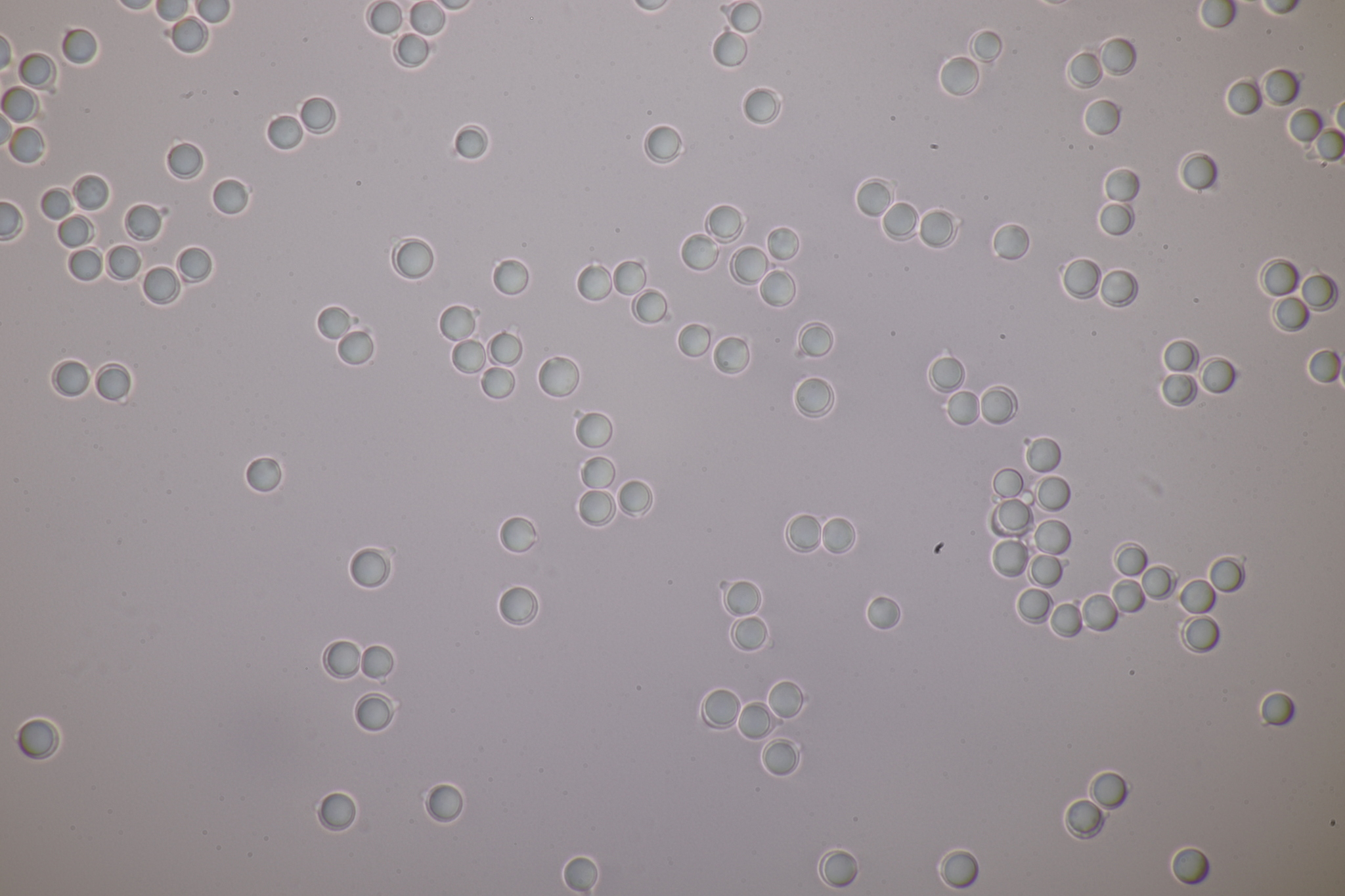
Sporen
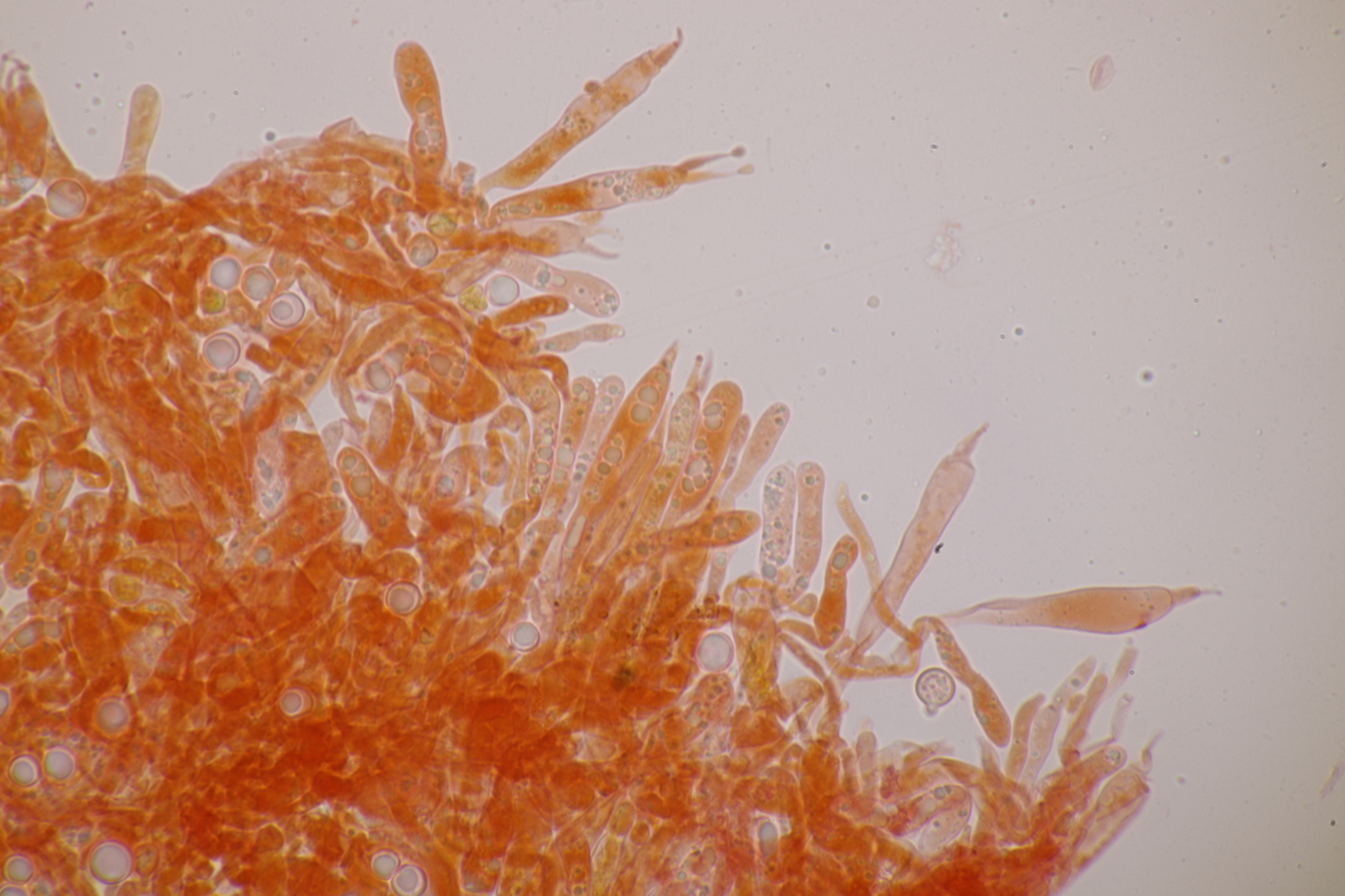
Basidia
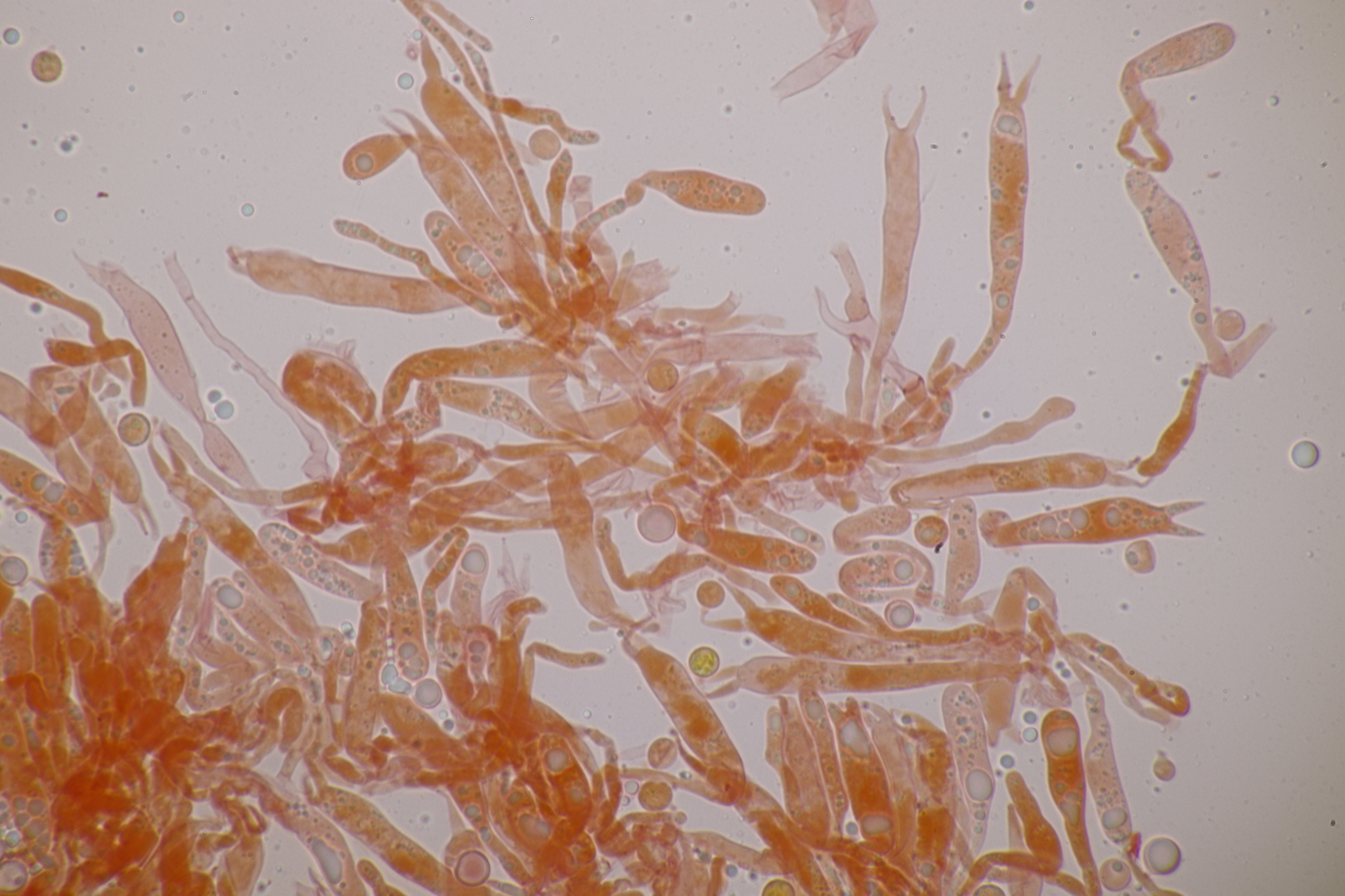
Basidia